# Стрэнг, Уильям (художник)
Уильям Стрэнг (англ. William Strang; 13 февраля 1859, Дамбартон, Шотландия — 12 апреля 1921, Борнмут, Южная Англия) — британский художник, рисовальщик и гравёр: офортист и ксилограф. Известен главным образом как книжный иллюстратор произведений Кольриджа и Киплинга.

## Жизнь и творчество

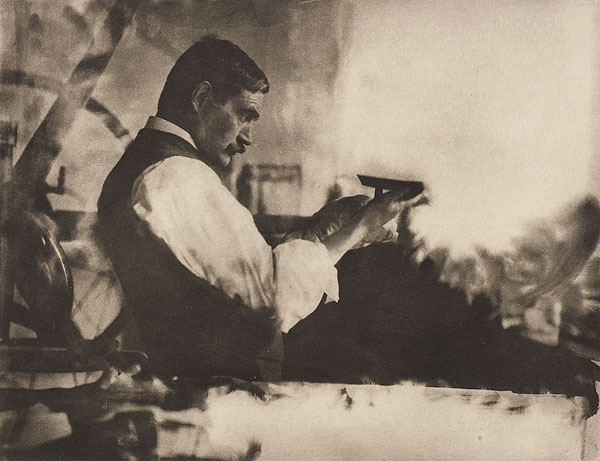
У. Стрэнг. Фотография 1907 г.

Уильям Стрэнг родился в Шотландии, в городе Дамбартон. Его отец, Питер Стрэнг, был строительным подрядчиком. Учился в Дамбартонской академии художеств, затем работал в течение пятнадцати месяцев в судостроительной фирме. В 1875 году, в возрасте шестнадцати лет, Уильям приехал в Лондон. Там он шесть лет изучал искусство у Альфонса Легро в школе Слэйда (Slade School) в составе Университетского колледжа Лондона. Стрэнг добился больших успехов в качестве офортиста и стал помощником мастера в классе офорта. Он стал одним из основателей Королевского общества художников-гравёров, и его работы были показаны на первой выставке общества в 1881 году. Некоторые из его ранних рисунков были опубликованы в ежемесячном художественном альманахе «The Portfolio» и других художественных журналах.
Стрэнг работал во многих техниках: офорт, сухая игла, меццо-тинто, резцовая гравюра, литография, ксилография. Первый каталог его гравюр содержал более трёхсот наименований. Он составлял свои работы сериями. Наиболее удачными считаются серии иллюстраций, самая ранняя из которых — к поэме Уильяма Николсона «Баллада Акен Драм». Художник также иллюстрировал «Путешествие пилигрима» Джона Беньяна, «Иней древнего мореплавателя» Сэмюэля Кольриджа, рассказы Редьярда Киплинга, а также собственные произведения: «Аллегория смерти» и «Смерть и жена пахаря» (1888). Стрэнг сотрудничал и с другими художниками, в частности, в иллюстрировании «Правдивой истории» Лукиана (1894), рассказов о бароне Мюнхгаузене (1895), Синдбаде-мореходе и Али-Бабе (1896).
Уильям Стрэнг проявил себя и в качестве портретиста, как в графике, так и в живописи. Он создал гравированные портреты писателей Томаса Гарди и сэра Генри Ньюболта, множество картин: портретов, обнажённых фигур в пейзажах и групп крестьянских семей. Его картины регулярно демонстрировали в Королевской академии и на нескольких выставках в Германии. Он написал серию картин из истории Адама и Евы для библиотеки землевладельца Вулверхэмптона (1910).
Рисунки обнажённых фигур и некоторые портреты он выполнял серебряным штифтом, красным и черным мелом. В такой технике он создал портреты многих кавалеров Ордена «За заслуги» для королевской библиотеки Виндзорского замка. В 1902 году Стрэнг вышел из Королевского общества художников-гравёров в знак протеста против включения в выставки репродукционных гравюр с живописных картин. Гравюру он рассматривал в качестве самостоятельного вида искусства. Впоследствии его работы можно было увидеть в основном на выставках Королевской академии, Общества Двенадцати и Международного общества, в которое он был избран в 1905 году. Стрэнг был членом Гильдии работников искусства (Art Workers' Guild) и был избран мастером в 1907 году. В 1918 году он стал президентом Международного общества скульпторов, живописцев и гравёров (International Society of Sculptors, Painters and Gravers), а в 1921 году был избран членом-гравёром Королевской академии художеств в Лондоне, когда эта должность была возрождена в 1906 году.
Похоронен художник на кладбище Кенсал-Грин в Лондоне.

## Галерея

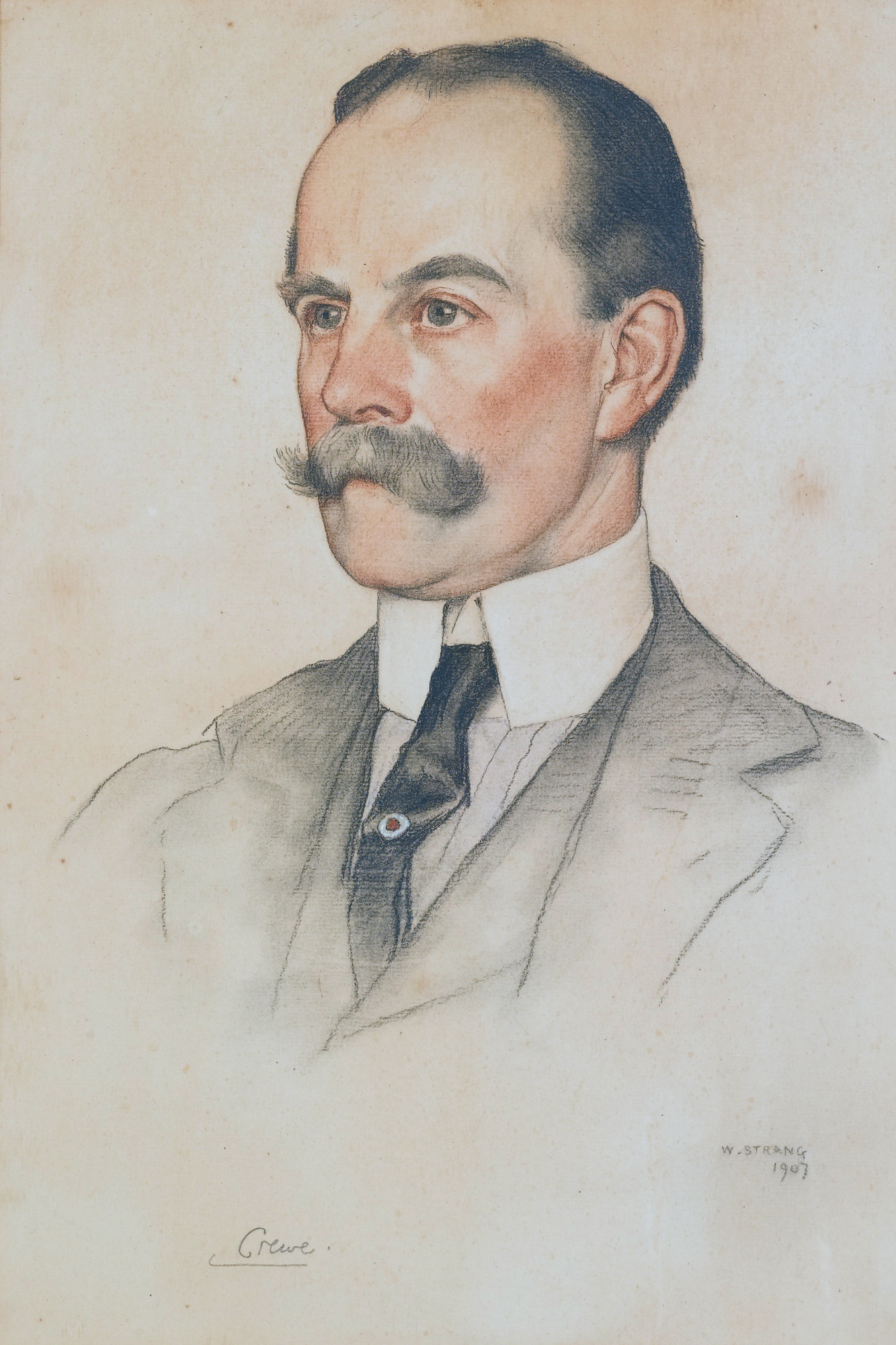
Портрет маркиза Роберта Офли Эшбёртона Милнса. 1907. Бумага, пастель
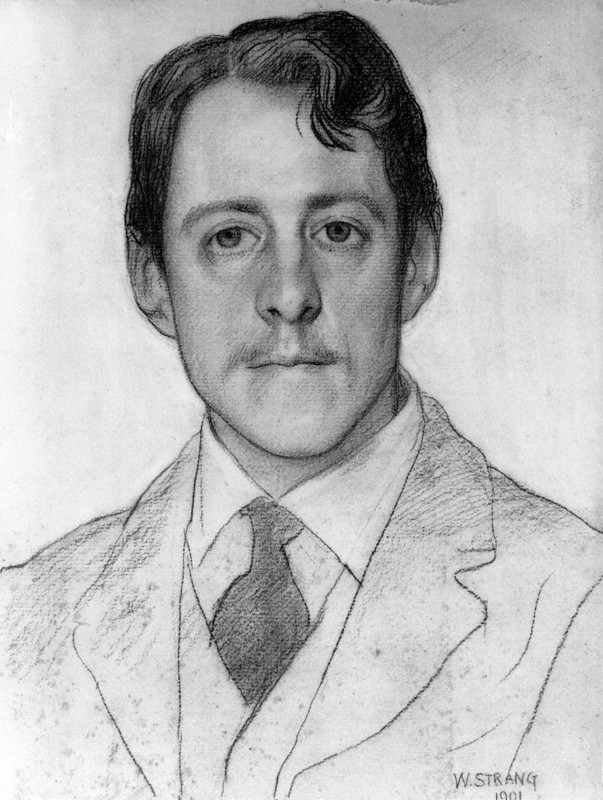
Лоуренс Биньон. 1901. Бумага, карандаш
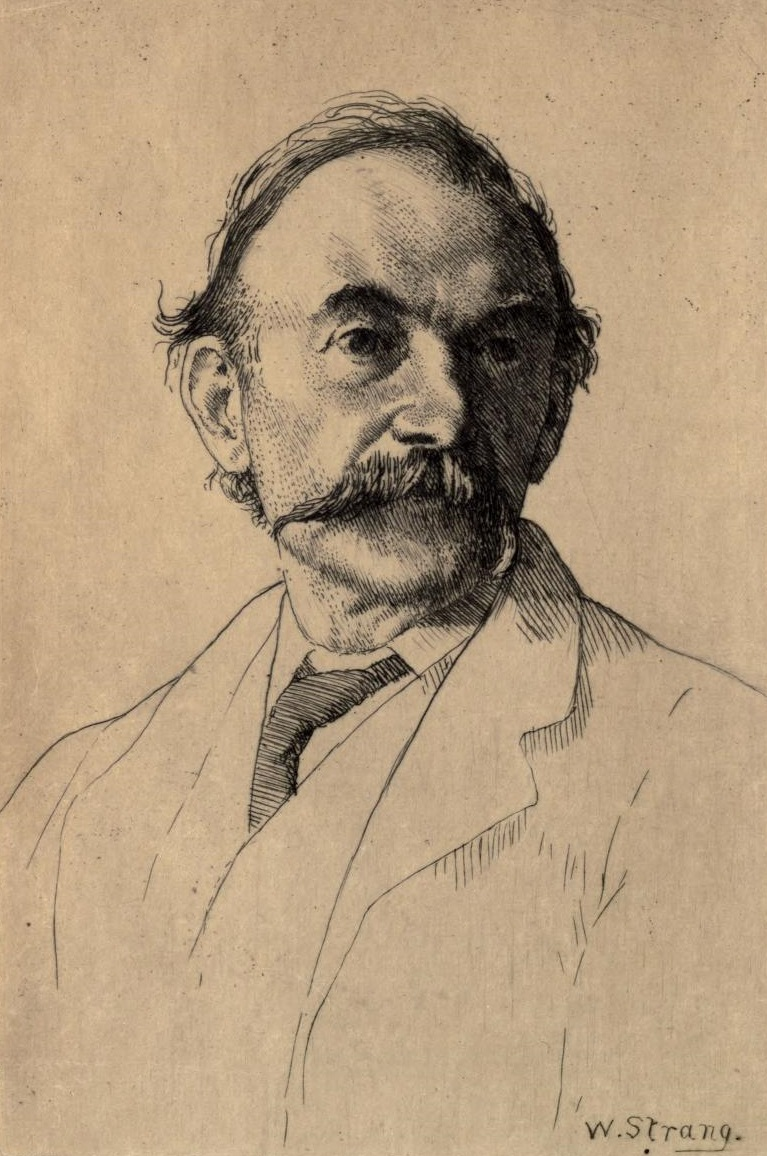
Портрет Томаса Харди. Офорт. 1894
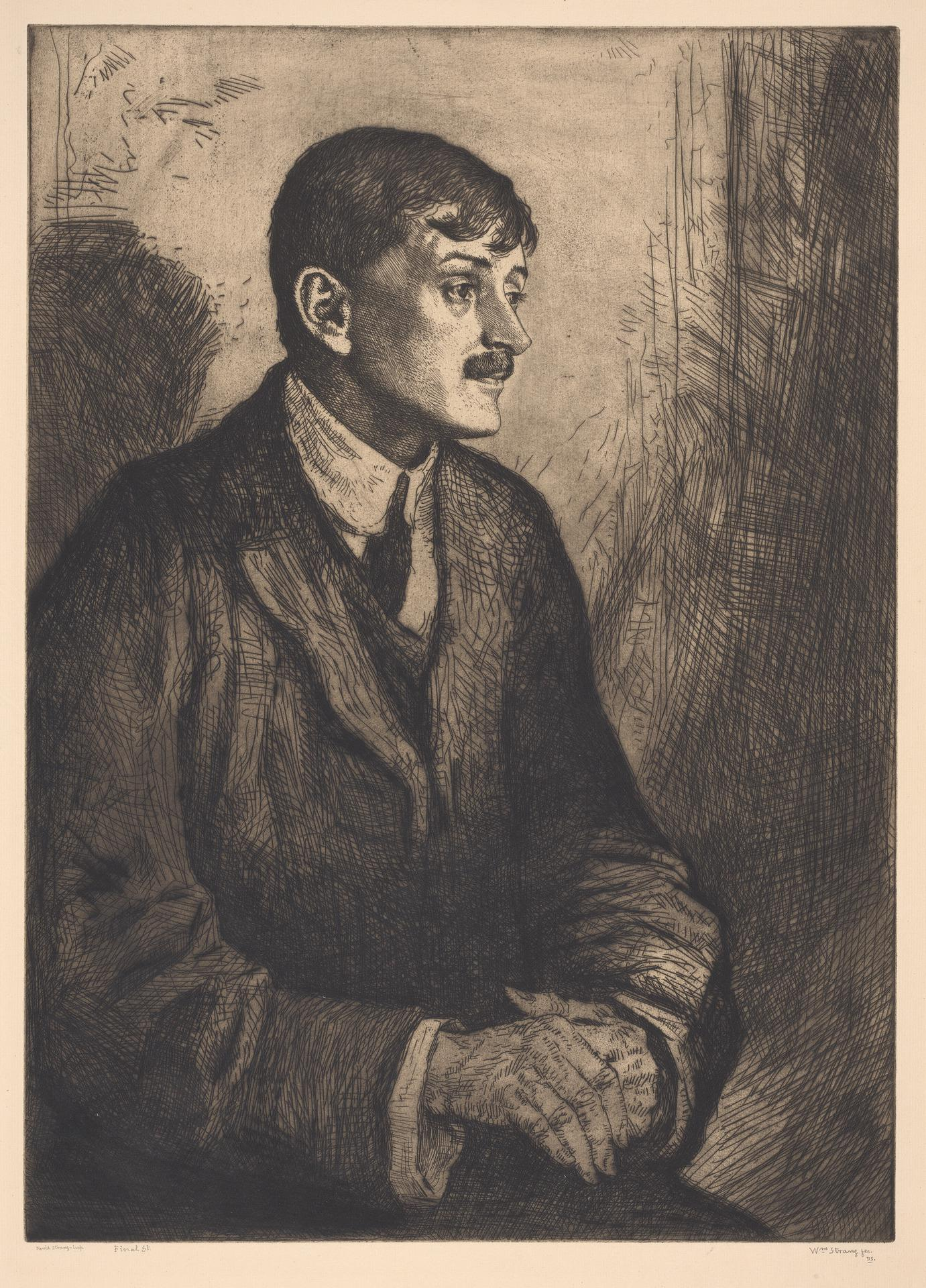
Джон Масфилд. Офорт
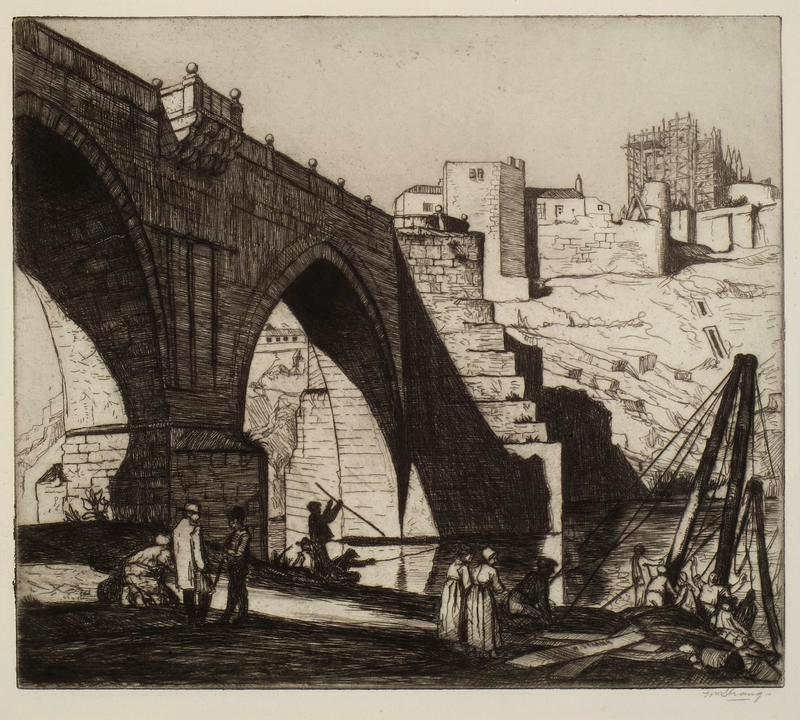
Мост Святого Мартина. Ок. 1915. Офорт
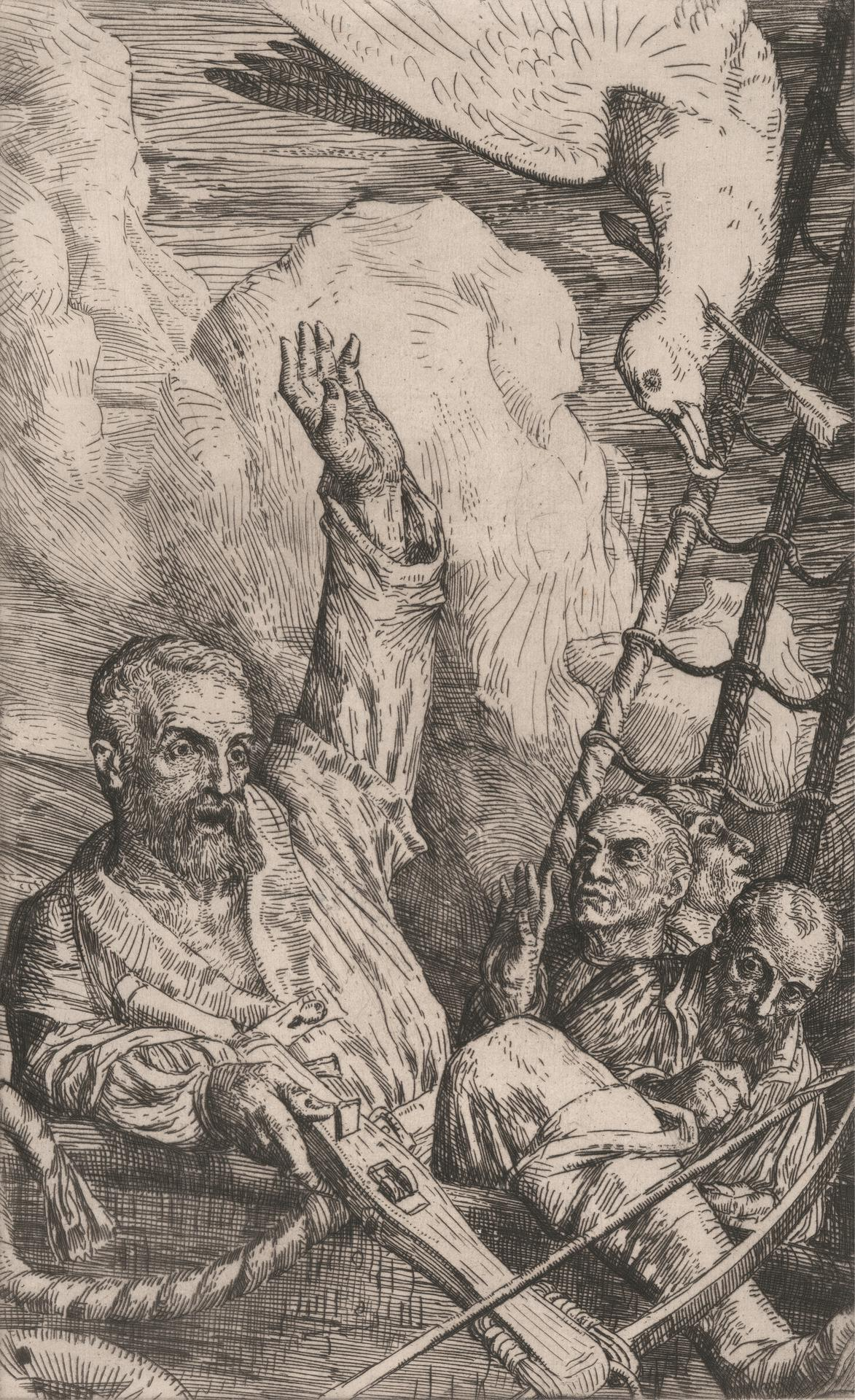
Охота на альбатроса. Офорт
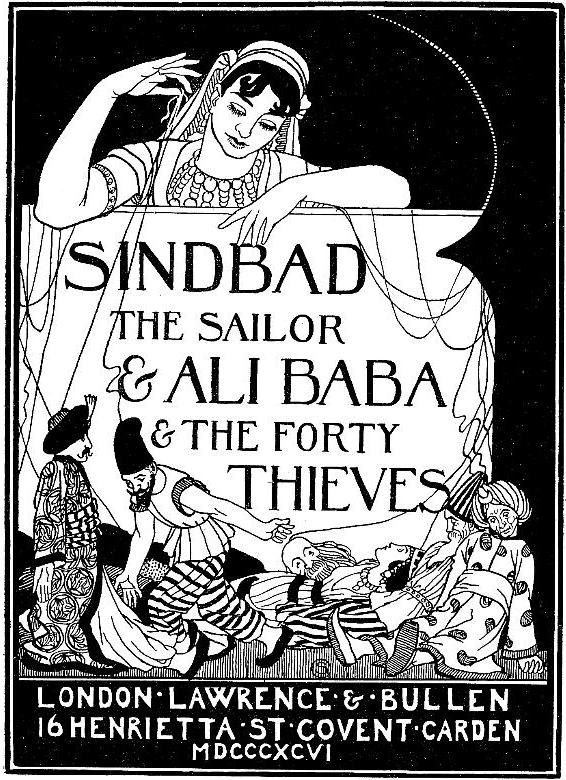
Арабские сказки. Обложка. 1896
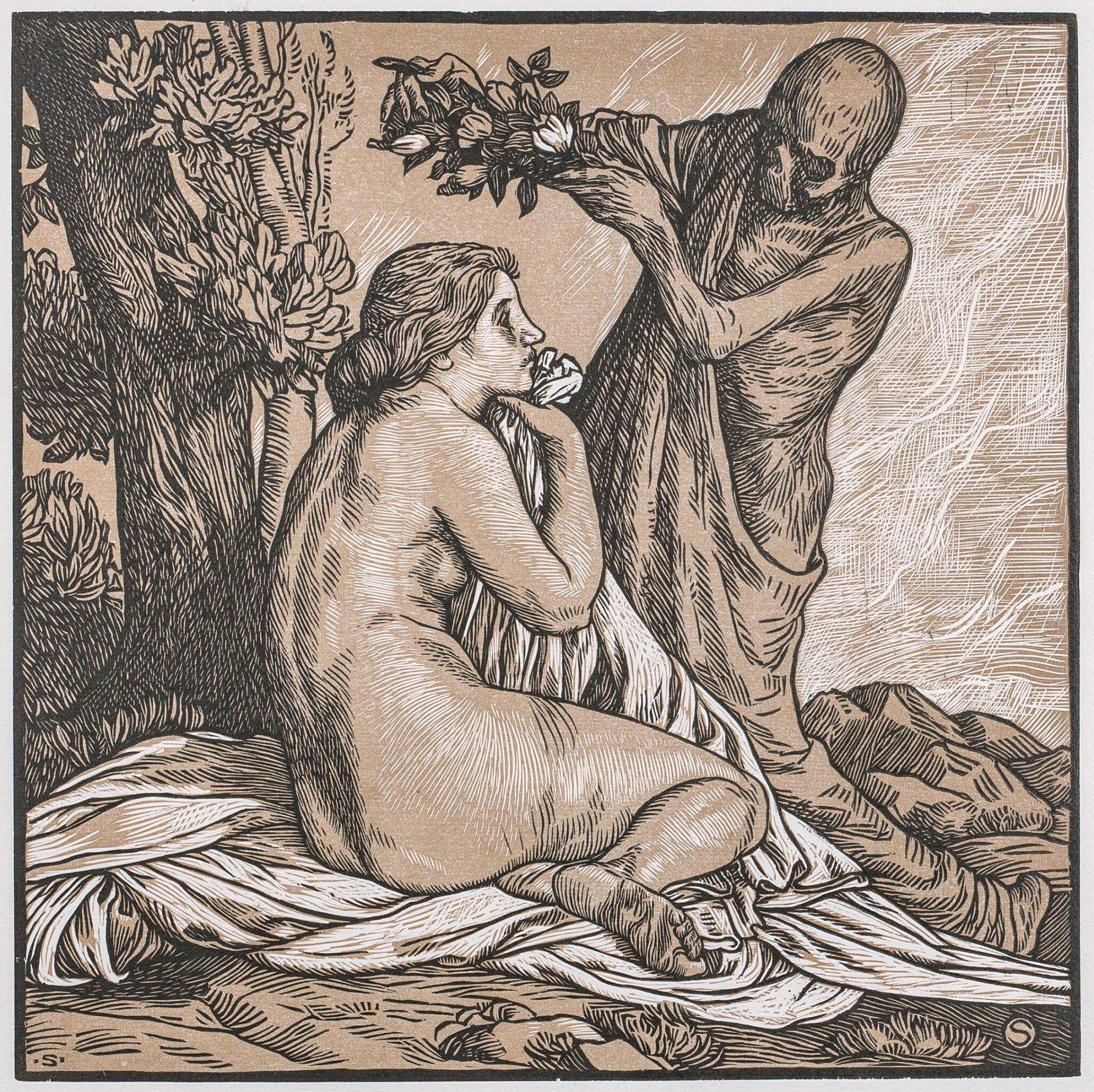
Из серии «Дела смерти». 1901. Ксилография в две доски
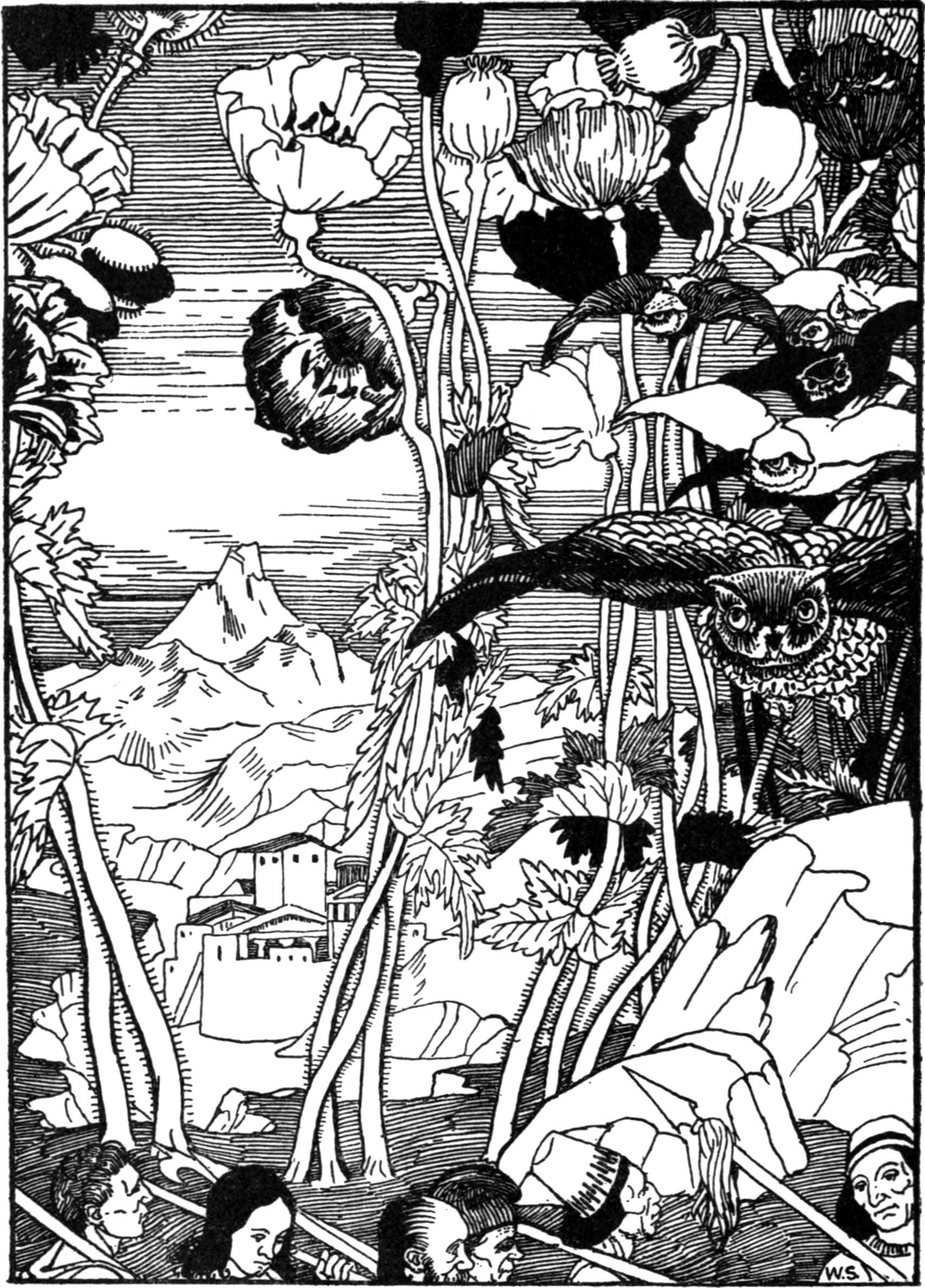
Совы и маки. Иллюстрация к «Правдивой истории» Лукиана. 1894. Ксилография
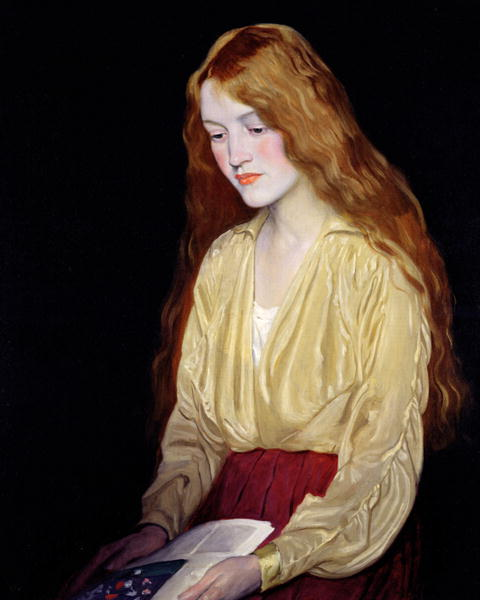
Цинтия. 1917. Холст, масло
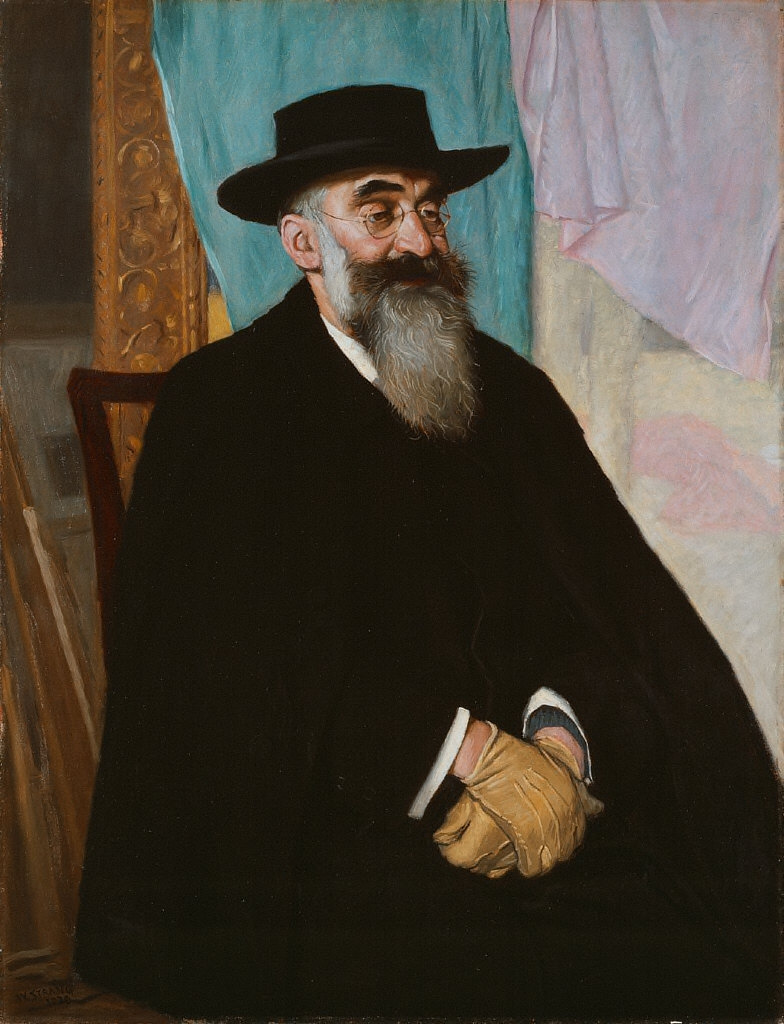
Портрет Люсьена Писсарро. 1920. Холст, масло
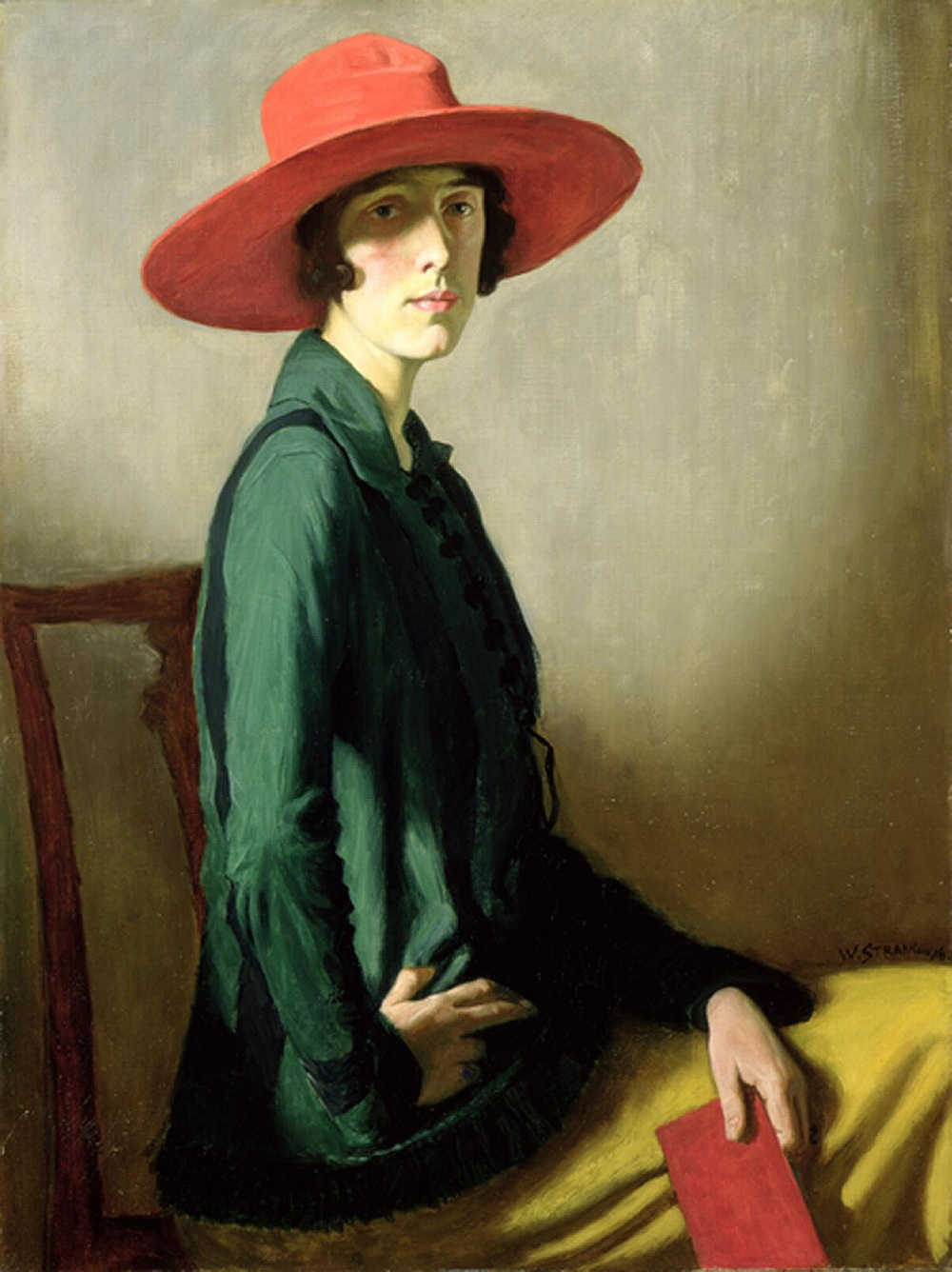
Женщина в красной шляпе. 1918. Холст, масло
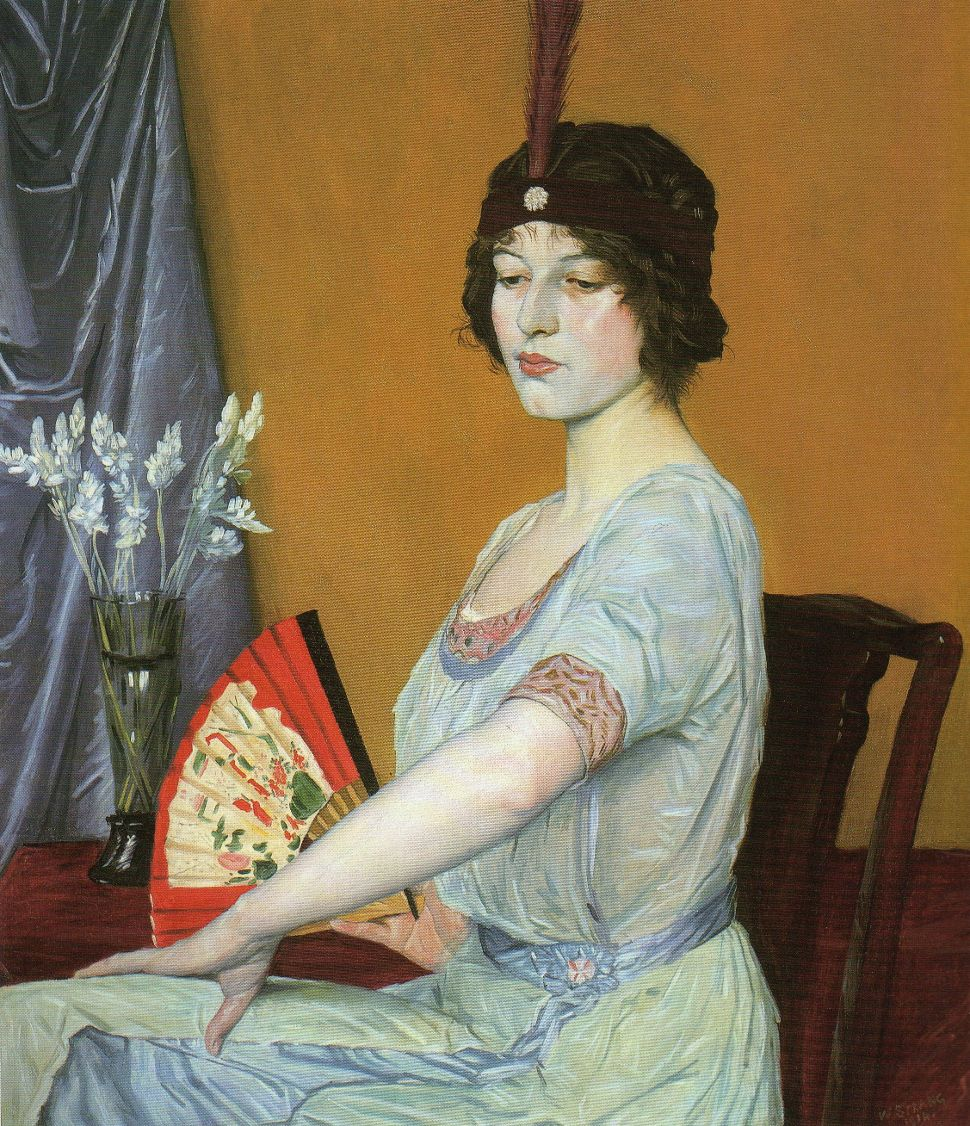
Японский веер. Ок. 1910. Холст, масло